# Чубра (връх)
 Тази статия е за върха в Антарктика.  За селото вижте Чубра.  
Чубра (на английски: Chubra Peak) е връх, разположен на 1422 m н.в. в Кортенския хребет на бряг Дейвис в западната част на Антарктическия полуостров, Антарктика.
Получава това име в чест на село Чубра, община Сунгурларе през 2010 г.

## Описание
Върхът се намира на 2,71 km югоизточно от залива Ланчестър, 6,76 km на юг-югоизток от Милков нос и 6,16 km югозападно от връх Средорек. Издига се над ледника Темпъл на югозапад и ледника Райна Касабова на север.

## Картографиране
Британско-немско картографиране на върха от 1996 г.

## Карти
- Trinity Peninsula Архив на оригинала от 2011-07-18 в Wayback Machine.. Scale 1:250000 topographic map No. 5697. Institut für Angewandte Geodäsie and British Antarctic Survey, 1996.